# Tipula (Papuatipula) meijereana
Tipula (Papuatipula) meijereana is een tweevleugelige uit de familie langpootmuggen (Tipulidae). De soort komt voor in het Australaziatisch gebied.